# نانا بریندیس هیلمارسدوتیر
نانا بریندیس هیلمارسدوتیر (ایسلندی: Nanna Bryndís Hilmarsdóttir؛ زادهٔ ۶ مهٔ ۱۹۸۹) موسیقی‌دان، خواننده، گیتارنواز، و ترانه‌سرا اهل ایسلند است.
نانا در گاردور شهری در جنوب‌غربی ایسلند بزرگ شد. او در کودکی در مدرسه موسیقی تحصیل کرد و پیش از تشکیل گروه آو مانتسرز اند من، پروژه موسیقی انفرادی به نام «سانگ‌برد» داشت. او در شب‌های میکروفون آزاد در اطراف ریکیاویک موسیقی می‌نوشت و اجرا می‌کرد و همچنین فروشنده ویدئو بود.
از فیلم‌ها یا مجموعه‌های تلویزیونی که وی در آن‌ها نقش داشته‌است، می‌توان به در اشاره نمود.